# Loïc Collomb-Patton
Loïc Collomb-Patton, né le 6 septembre 1986 à La Clusaz, est un skieur français originaire de La Clusaz. Il est adepte du freeski.

## Palmarès
- 2005 : vice-champion du monde de half-pipe à Ruka
- 2006 : 4e du superpipe des X Games à Park City
- 2014 : il remporte le classement général du Freeride World Tour
- 2016 : il remporte le classement général du Freeride World Tour pour la deuxième fois[1]